# Das Erhabene
Das Erhabene oder die Erhabenheit bezeichnet in ästhetischer, religiöser oder ethischer Hinsicht die Anmutung von etwas Großem oder Heiligem, das dem Gemüt und Denken die Schranken des Irdischen und Endlichen nimmt und mit Ehrfurcht, Verehrung und Achtung sowie mit einer spezifischen Art von Schrecken oder Schaudern verbunden ist. In der Ästhetik ist es eine komplementäre Kategorie zum Schönen.

## Begriffe
Die Unterscheidung des Erhabenen vom Schönen scheint eine rein westlich-abendländische zu sein; die östliche Philosophie, speziell die chinesische, kennt dergleichen nicht.
In den romanischen Sprachen wird, ebenso wie im Englischen, für „das Erhabene“ der Begriff sublime (das Sublime) verwendet. Dies kann bei fehlerhafter Übersetzung ins Deutsche zu Missverständnissen führen, da das gleichlautende Adjektiv sublim „subtil“ und „unterschwellig“ bedeutet. Das Wort bezeichnet etwas, das nur mit feinem Gespür wahrgenommen werden kann.
Der Ursprung liegt in beiden Fällen im Lateinischen. Sublim(ite) steht hier für das (wörtlich) Unterschwellige, also das kaum bewusst Wahrnehmbare bzw. Geistig-Jenseitige. Sublim(at)um bezeichnet demgegenüber die „gewaltige Erhabenheit“ (etwa die eines Augustus). Beide Begriffe leiten sich von limes bzw. limite ab.

## Ästhetische Theorie

### Antike bis Burke
Schon bei Aristoteles spielt das Erhabene (Sublime) eine große Rolle in seiner Tragödientheorie. Als eine Stillage wird es in der antiken Rhetorik als erhabener Stil im Rahmen der sogenannten Dreistillehre beschrieben (genus grande). Zentral ist die Abhandlung Peri hypsous, die gewöhnlich Longinos (also Pseudo-Longinos; vermutlich 1. Jh. n. Chr.) zugeschrieben wird. Das Erhabene wird dort als dasjenige beschrieben, das die Hörer bewegt und erschüttert. Die Begabung zum Erhabenen ist angeboren und durch Kenntnis der Regeln nicht zu erlangen. Wiederentdeckt wird der Traktat des Pseudo-Longinos im 16. Jahrhundert. Ein Erstdruck erfolgte 1544. Er spielt eine zentrale Rolle in der Querelle des Anciens et des Modernes (frz. für Streit der Alten und der Neuen) zwischen Boileau und Perrault.
In der Philosophie der Neuzeit wird das Erhabene/Sublime erstmals von Edmund Burke in die Diskussion gebracht. Mit seiner Schrift A philosophical enquiry into the origin of our ideas of the sublime and beautiful, 1757 (deutsch: Philosophische Untersuchung über den Ursprung unserer Ideen vom Erhabenen und Schönen) grenzt er als erster Ästhetiker das Erhabene vom Schönen ab. Nach Burke löst das Erhabene eine „Form von Schrecken oder Schmerz“ aus; es erzeuge einen delightful horror.

„Eine Art von Schrecken oder Schmerz ist immer die Ursache des Erhabenen.“ – „Seinen höchsten Grad nenne ich das Erschauern; die untergeordneten Grade sind Ehrfurcht, Verehrung und Achtung […].“

Deutsche Philosophen kritisierten Burkes Begriff des Erhabenen als zu einseitig. Er fixiere nur das „Furchtbar–Erhabene“ und nicht auch das „Feierlich–Erhabene“ oder das Erhabene, das „mit stiller Majestät“ wirkt (so Friedrich Ludewig Bouterweck in seiner Ästhetik, 1806). Gustav Theodor Fechner monierte in seiner Vorschule der Ästhetik (Leipzig 1876), dass die gotische Kathedrale oder der sternenklare Nachthimmel von Burkes Begriff nicht getroffen würde.

### Kant
Das Erhabene als „Erhebung“ über die Sinnlichkeit
Immanuel Kant, der die Ästhetik in seiner Kritik der Urteilskraft behandelt, definiert das Schöne als das, was interesselos, aus sich selbst heraus, „ohne Begriffe, als Objekt eines allgemeinen Wohlgefallens“ gefällt. Das Schöne rufe ein Lustgefühl hervor, das er – im Gegensatz zum rein sinnlichen Wohlgefallen – für verallgemeinerbar hält. Es ist auch für sich genommen weder nützlich noch moralisch gut. Im Rückgriff auf Burke grenzt Kant das Erhabene ebenfalls vom Schönen ab. Für Kant ist ein Objekt erhaben, wenn es erhabene Ideen im wahrnehmenden Subjekt hervorruft. Solche Gegenstände findet er vor allem in der Natur, wobei die geistige Verfassung des Betrachters (des Subjekts) die entscheidende Rolle spiele, denn die Natur alleine ist ohne die Vernunftideen des Subjekts nicht erhaben:

„So kann der weite, durch Stürme empörte Ozean nicht erhaben genannt werden. Sein Anblick ist gräßlich; und man muss das Gemüt schon mit mancherlei Ideen angefüllt haben, wenn es durch eine solche Anschauung zu einem Gefühl gestimmt werden soll, welches selbst erhaben ist.“

Angesichts des unendlichen Meeres erkennt der Mensch Kant zufolge seine Ohnmacht. Der Übermacht der Natur könne er jedoch die Erkenntnis entgegensetzen, dass, „obgleich der Mensch jener Gewalt unterliegen müßte“, seine „Menschheit“, das Bewusstsein der „eigenen Erhabenheit der Bestimmung“, davon unberührt bleibe. Seine Unterlegenheit als Sinnenwesen schlägt um in das Bewusstsein seiner Überlegenheit als moralisches Wesen. Eben jene moralisch-geistige Überwindung der sinnlichen Natur des Menschen zeichne das Erhabene aus:

„Schön ist das, was in bloßer Beurteilung (also nicht vermittelst der Empfindung des Sinnes nach einem Begriffe des Verstandes) gefällt. Hieraus folgt von selbst, dass es ohne alles Interesse gefallen müsse. Erhaben ist das, was durch seinen Widerstand gegen das Interesse der Sinne unmittelbar gefällt.“

Maßgeblich für das Erhabene ist eine „Bewegung des Gemüts“. Erhaben ist für Kant, „was schlechthin groß ist“, „was über alle Vergleichung groß ist“. Die „Unangemessenheit unseres Vermögens der Größenschätzung“ erweckt das Gefühl eines „übersinnlichen Vermögens in uns“.

### Schiller
Das Erhabene als „Ausgang aus der sinnlichen Welt“
Friedrich Schiller schließt an Kant an und unterscheidet das Erhabene (Sublime) vom Schönen dadurch, dass letzteres innerhalb der menschlichen Natur Ausdruck der Freiheit sei; das im Gegensatz dazu von der sinnlichen, berührbaren Welt unabhängige Erhabene erhebe ihn über seine Natur. Das Schöne binde uns an die sinnliche Welt, das Erhabene hingegen befreie uns davon. Schiller zufolge besteht das Erhabene „einerseits aus dem Gefühl unserer Ohnmacht und Begrenzung, einen Gegenstand zu umfassen, anderseits aus dem Gefühle unserer Übermacht, welche vor keinen Grenzen erschrickt und dasjenige sich geistig unterwirft, dem unsere sinnlichen Kräfte unterliegen“. Beim Erhabenen fühlen wir uns frei, „weil die sinnlichen Triebe auf die Gesetzgebung der Vernunft keinen Einfluss haben, weil der Geist hier handelt, als ob er unter keinen anderen als seinen eigenen Gesetzen stünde“. Das Erhabene „verschafft uns einen Ausgang aus der sinnlichen Welt“ und sei gleichzeitig „ein gemischtes Gefühl. Es ist eine Zusammensetzung von Wehsein… und von Frohsein…“ – Beim Erhabenen „stimmen Vernunft und Sinnlichkeit nicht zusammen, und eben in diesem Widerspruch zwischen beiden liegt der Zauber, womit es unser Gemüth ergreift“:

„Der erhabene Gegenstand ist von doppelter Art. Wir beziehen ihn entweder auf unsere Fassungskraft und erliegen bei dem Versuch, uns ein Bild oder einen Begriff von ihm zu bilden; oder wir beziehen ihn auf unsere Lebenskraft und betrachten ihn als eine Macht, gegen welche die unsrige in Nichts verschwindet. Aber ob wir gleich in dem einen wie in dem anderen Fall durch seine Veranlassung das peinliche Gefühl unserer Grenzen erhalten, so fliehen wir ihn doch nicht, sondern werden vielmehr mit unwiderstehlicher Gewalt von ihm angezogen. Würde dieses wohl möglich sein, wenn die Grenzen unsrer Phantasie zugleich die Grenzen unsrer Fassungskraft wären?“

Schiller sieht in der Würde den Ausdruck einer erhabenen Gesinnung.

### Adorno und Lyotard
Die Begrenztheit und Abgrenzung der Kunst
Unter den Philosophen des 20. Jahrhunderts spielt das Sublime bzw. Erhabene insbesondere bei Theodor W. Adorno und Jean-François Lyotard eine herausragende Rolle. Letzterer geht von der auch bei Kant angesprochenen Erfahrung aus, dass das Erhabene in der Kunst die Natur nur unangemessen nachahmen kann. Auch für Hegel war das Erhabene „der Versuch, das Unendliche auszudrücken, ohne in dem Bereich der Erscheinungen einen Gegenstand zu finden, welcher sich für diese Darstellung passend erwiese“. Sowohl Lyotard als auch Adorno insistieren darauf, dass eine Transposition des Erhabenen in die Sphäre des Politischen ausgeschlossen bleiben müsse, weil dies entweder in Terror oder Faschismus münde.
Entgegen der Konvention deutet Adorno in seiner Ästhetischen Theorie das Erhabene in eine Kategorie der Erfahrung des „Selbstbewusstseins des Menschen von seiner Naturhaftigkeit“ um und überträgt es auf die Kunst als Idee der Gerechtigkeit gegenüber dem Heterogenen und der „Rettung des Vielen im Einem“. Adorno dekonstruiert dabei die Selbstgenügsamkeit des Subjekts, wie sie sich noch bei Kant fand. Es gibt kein rein durch Innerlichkeit bestimmtes Subjekt, das ohne ein Außen auskäme. Dies markiert für Adorno das Weinen:

„Weniger wird der Geist, wie Kant es möchte, vor der Natur seiner eigenen Superiorität gewahr als seiner Naturhaftigkeit. Dieser Augenblick bewegt das Subjekt vorm Erhabenen zum Weinen. Eingedenken der Natur löst den Trotz seiner Selbstsetzung: »Die Träne quillt, die Erde hat mich wieder!« Darin tritt das Ich, geistig, aus der Gefangenschaft in sich selbst heraus.“

Lyotard zeigt sich von Kant zwar beeindruckt, lehnt es aber anders als dieser ab, dass das Subjekt seine Vernunftideen auf das Objekt projiziert. Er möchte dem Subjekt vielmehr das Hören auf die nackte Präsenz beibringen: Das Gefühl des Erhabenen ist daher nicht mehr das Gefühl des für das Subjekt unerreichbaren Dort, sondern es entspringt dem Hier und Jetzt: „daß hier und jetzt etwas ist, das »es gibt«.“ Es ist das Sich-Wundern darüber, „daß etwas ist, und nicht viel mehr nichts.“ Hiermit einher geht für Lyotard die Schuld gegenüber dem Präsenten, dies (in der Kunst) zur Darstellung zu bringen – ein Prozess, der freilich niemals abgeschlossen ist, und so kommt es auf das Entstehen des Werkes an, nicht darauf, dass mit dessen Fertigstellung die Schuld „abbezahlt“ wäre. Was bleibt, ist somit stets ein nicht darstellbarer Rest, etwas, was sich der Darstellung entzieht. Das war bei Kant ähnlich: Hier entstand das Gefühl des Erhabenen dadurch, dass das sinnlich Angeschaute sich nicht in Begriffe fassen lässt und so das Denkbare übersteigt. Der Kunst kam dabei die Aufgabe zu, dieses sich entziehende nicht Denkbare entsprechend den Regeln des Geschmacks zur Darstellung zu bringen. Damit war für den Rezipienten zwar ein Gefühl der Unlust verbunden, das aus dem sich Entziehenden emporstieg, die Form der Darstellung selbst jedoch blieb gefällig, verständlich, erkennbar. Lyotard fordert nun für eine postmoderne Ästhetik des Erhabenen, dass auch die Kunstregeln des Geschmacks aufgegeben werden und somit die Form selber auf ein Nicht-Darstellbares anspielt. Die postmoderne Kunst verweigert den Trost der Form und des „guten Geschmacks“, der es ermöglicht, das Gefühl des Erhabenen zu teilen.
Forderungen, dass sich die Kunst wieder der Darstellung des Realen widme und somit am „Projekt der Moderne“ (Habermas) beteilige, trat Lyotard entschieden entgegen. Die Autonomie der Kunst ist nicht in Frage zu stellen; wer dies trotzdem tut, der erhält als Antwort: „Krieg dem Ganzen, zeugen wir für das Nicht-Darstellbare, aktivieren wir die Differenzen, retten wir die Differenzen, retten wir die Ehre des Namens.“

## Das Erhabene in der Musik
Die Musik ist seit den Anfängen der ästhetischen Reflexion mit dem Erhabenen eng verbunden. Die philosophischen Theorien über das Erhabene, die sich auf Künste bezogen, klammerten allerdings häufig die Musik aus, nicht selten sogar explizit. In Darstellungen über die Erhabenheit wird die Musik, wenn sie genannt wird, meistens zum Schluss genannt. Ein Grund ist, dass schon in der Antike die Musik eine Art Extrem in vielerlei Hinsicht darstellte zum Beispiel als das, was den Ursprung alles Seienden überhaupt vertritt, oder als das Zeigen extremer subjektiver Innerlichkeit. Bei Pseudo-Longinos im 1. Jahrhundert kommt Musik kaum vor, stattdessen gilt das Wort in Rede und Dichtung als das Medium, in dem sich Erhabenheit zeigt.

### 17. Jahrhundert
Ab dem späten 17. Jahrhundert setzt mit dem Streit über die Gültigkeit der antiken Kunst und Philosophie im Querelle des Anciens et des Modernes die Diskussion über das Erhabene auch in der Musik ein. Die Diskussion über eine ästhetische Kategorie jenseits des Schönen in der Musik reicht von diesem Zeitpunkt bis in die Gegenwart.

### 18. Jahrhundert
Die Rezeption des Werks von Georg Friedrich Händel (1685–1759) seit der Mitte des 18. Jahrhunderts steht stark unter dem Zeichen der Auseinandersetzung mit dem Erhabenen. Die Verwendung des Begriffs der Erhabenheit ist in der Rezeption der Werke Händels in der zweiten Hälfte des 18. Jahrhunderts weit verbreitet und fundamental. Nach damaliger Auffassung ließen sie sich nur mit dem Begriff der Erhabenheit beschreiben. Auch Johann Georg Sulzer ist in der Enzyklopädie der allgemeinen Theorie der Schönen Künste (zweite Hälfte des 18. Jahrhunderts) der Auffassung, das Erhabene erreiche Händel in seiner Musik.
Die neue ästhetische und psychologische Orientierung an dem Erhabenen hat auch für die Oper im 18. Jahrhundert Folgen. Für die Zeit des Sturm und Drang (ca. 1765–1785) sind es die großen tragischen Opern, die die Forderung nach einer antiklassischen, radikalen Gegenästhetik und eines erhabenen Kunsterlebens der Rationalität und der Empfindsamkeit schaffen. Eine neue expressive Ästhetik soll Affekte nicht mehr nur abbilden, sondern schaffen. Mit dieser Individualisierung und Psychologisierung der Affekte werden die Leidenschaften als Leidenschaften aufgewertet, was zugleich ein Abwenden von den Moralauffassungen und erkenntnistheoretischen Ideen des Rationalismus zugunsten einer neu verstandenen Autonomie des eigenen Fühlens bedeutete. Die Lust an den Leidenschaften, die Faszination am Schrecken waren für den Rationalismus noch beinahe undenkbar, aber zentral für Spekulationen über das Erhabene im 18. Jahrhundert. In diesen Ideen zum Erhabenen wird der Affekt selbst zum Genuss. Allerdings bleibt die Differenz zwischen Kunst und Leben entscheidend und ein Bewusstsein der Distanz zum beobachteten Schrecken erhalten. Die Oper kann die Auffassungen vom Erhabenen besser umsetzen als das bürgerliche Drama der Aufklärung oder das empfindsame Singspiel. Um 1800 beginnt mit dem Beginn der Aufwertung der Instrumentalmusik ein neues Kapitel der Musik- und Philosophiegeschichte.

### 19. Jahrhundert
Schillers Auseinandersetzung mit dem Erhabenen bei Kant ist für die Musikästhetik des 19. Jahrhunderts zentral, auch wenn sich hier bereits Bedeutungsverschiebungen des Begriffs des Erhabenen zeigen. Durch die damals noch junge Kategorie des Erhabenen kann im 19. Jahrhundert das Sakrale und die sakrale Musik im profanen Säkularen und in der säkularen Musik aufbewahrt werden.
Friedrich Wilhelm Joseph Schelling (1775–1854) erkannte um 1800 in Anknüpfung an die Idee der Sphärenharmonie des Altertums das urbildliche Sein der Musik im Universum. Er sieht die Bewegung der Planeten als Rhythmus und Melodie, die Harmonie in der Bewegung der Kometen. Dies als abstrakte Basis nehmend ist er der Auffassung, in der Kunst und Philosophie seien die Urbilder der Dinge darzustellen, nicht die wirklichen Dinge. Die Kunstform, die das zu leisten vermag, ist für Schelling die Musik. In der Musik wie in anderen Künsten vollzieht sich die „Einbildung des Unendlichen ins Endliche“, aber in der Musik zusätzlich sogar vom Übersinnlichen zum wahrnehmbaren Klang. Hier wirkt für Schelling das Erhabene, das sich mit Schönheit vereinigt.
Als frühes Beispiel für die Auseinandersetzung mit dem Erhabenen ist Christian Friedrich Michaelis, der 1805 in der Berlinischen Musikalischen Zeitung das Erhabene definiert: „Das Gefühl des Erhabenen wird durch Musik erregt, wenn die Einbildungskraft zum Grenzenlosen, Unermesslichen, Unüberwindlichen erhoben wird.“
Das Erhabene ist auch generell eine der zentralen Kategorien, die die ästhetische Reflexion über die Musik zwischen 1780 und 1840 bestimmten. Es war die normative, idealtypische Kategorie, die bestimmte, wie Kunst sein soll. Über den Wert der Kunst der Gegenwart und der Zukunft sollte von dieser Kategorie ausgehend geurteilt werden. Im frühen 19. Jahrhundert wird das Erhabene fast ausschließlich mit dem oratorischen Stil Händels (prächtig-erhaben) und Johann Sebastian Bachs (tief-erhaben) in Zusammenhang gebracht.
In der Kirchenmusik des frühen 19. Jahrhunderts werden bei Philipp Spitta (1841–1894) Erhabenheit und Unpersönlichkeit als Anforderungen betont. Das Individuelle soll mit ihr in gebührenden Schranken gehalten werden und stattdessen die Empfindungen und Stimmungen der Gemeinde ausgedrückt werden. Hier wird das Erhabene als normativer Begriff aufgefasst, die Musik solle den höchsten Anspruch haben, von der prosaischen Wirklichkeit wegweisen, und sich von der nur angenehmen oder trivialen Musik distanzieren. In einem weiteren Schritt hat das Erhabene hier aber auch als religiösen Anspruch.
Die Ästhetik der Absoluten Musik (ab 1850) überträgt die Auffassung des Sturm und Drang auf die Instrumentalmusik, was in der Musikgeschichte zunächst ein Ende der Barocken Oper bedeutete.
Für Richard Wagner (1813–1883) ist das Erhabene eine zentrale Kategorie. Zunächst sah er in Ludwig van Beethovens (1770–1827) Musik das Erhabene, später wurde die Schaffung des Erhabenen zu Wagners eigenem Anspruch. Friedrich Nietzsche (1844–1900) will die Diskussion um das Erhabene fortführen und wandelt sie letztlich in eine Polemik gegen einen zahmen Schönheitsbegriff. Nietzsche ist in seinem Frühwerk noch auf Seiten der Ästhetik des Erhabenen, später ändert sich mit dem Verhältnis zu Wagner auch das Verhältnis zum Erhabenen.
Die Anstrengungen der Musik des 19. Jahrhunderts fühlen sich aus heutiger Sicht einem ins Bombastische neigenden bürgerlichen Pathos verpflichtet, etwa wenn Richard Strauss (1864–1949) in Eine Alpensinfonie (Entstehungszeit um 1900) versucht, mit einer großen Anzahl von Hörnern die Gewaltigkeit der Alpen hervorzurufen. Möglich ist hier die Frage, ob die bombastische Musik die Philosophie des Erhabenen einlösen kann.

### 20. Jahrhundert
Die Kompositionen der Wiener Schule (ab Beginn des 20. Jahrhunderts) um Arnold Schönberg gelten oft im Hinblick auf Adornos Auffassungen als diejenigen, die dem Scheitern der Einbildungskraft und der Gewalt des Vernunftanspruchs Rechnung tragen. In ihnen komme ein Aufzeigen der Grenze der Einbildungskraft durch eine Art negativer Darstellung des nicht mehr Darstellbaren zur Geltung, die Kants Idee einer negativen Lust entspreche.
Nicolai Hartmann (1882–1950) sieht in einem musikalischen Werk erfühlbare Werte, darunter auch das Erhabene. Musik sei ein Nacheinander verschiedener Schichten. Im aktiven Hören und dem synthetischen Zusammenfassen zeitlich auseinanderliegender Ereignisse in der Musik und ihren Themen, Abschnitten, Sätzen, im Hören von Klang und Form sind erfühlbare Werte zu spüren wie das Erhabene, die Sphäre von Holdheit, Religiosität und Werte des Zeitalters, aus dem das Werk stammt. Im Verhalten zur Ästhetik der Musik erscheinen Gefühlstöne im Menschen, die zu einer ursprünglichen Wahrnehmung des Menschen gehören. Musikalische formen sind zum Ausdruck seelischer Abläufe besonders geeignet, weil sie ihnen in einiger Hinsicht wesensverwandt sind, so in zeitlicher Ausgedehntheit, Undinglichkeit, der Dynamik und dem Widerspiel von Spannungen und Lösungen. Daher lässt Musik Gehalte erscheinen, die sich in der Sprache nicht ausdrücken lassen. Der seelische Gehalt strömt in der Musik aus. Zwar gibt es eine Art ästhetische Objektivität, aber der Hörende wird wie in keiner anderen Kunst in die Bewegung hineingezogen und schwingt durch sie und mit ihnen.
Albert Wellek (1904–1972), einer der Begründer der Musikpsychologie, schließt sich zu Beginn der 1960er Jahre Nicolai Hartmanns Auffassung an und reflektiert das Wesen des Musikalischen. Auf der Suche nach Erkenntnis des ästhetischen Wertes der Musik überhaupt sieht er Zusammenhänge mit Lust, Vitalität und dem Nutzen der Musik, fragt aber auch nach ethischen und ästhetischen Werten der Musik. Eine Rolle spielt dabei die Frage nach dem Verhältnis der ethischen Werte zu den ästhetischen, das nicht genau angegeben werden kann. Es hängt von der Einstellung des Menschen ab, unter Maßgabe welcher Werte er einen Gegenstand betrachtet. Eine Lösung der Frage nach dem Verhältnis vom Ästhetischen zum Ethischen kann aber nach Wellek darin liegen, dass die Voraussetzung ästhetischer Werte die „in die Formung hineinverarbeiteten sittlichen Werte“ (Hartmann) sind. Der ästhetische Wert kann sich über den sittlichen erheben genau dort, wo ein Wert richtig empfunden und richtig beantwortet wird. In einem Kunstwerk ermöglicht daher das moralisch Erhabene auch das ästhetisch Erhabene. Das ist nach Wellek auch das, was man in der Antike das Sittlich-Schöne nannte. Die Zuordnung der jeweiligen musikalischen Mittel zu den Arten des musikalisch Schönen muss aus der Vitalität in Richtung des ästhetisch Erhabenen gesucht werden und die passenden musikalischen Mittel zur Nachahmung der Umwelt gefunden werden. Das Tonische erinnert laut Wellek am wenigsten an die Mittel, die der Mensch in seiner Umwelt und der Natur vorfindet und muss daher in Richtung auf das Erhabene zunehmen. Als ein Beispiel dafür nennt er Bachs Die Kunst der Fuge. Diese Zuordnung der musikalischen Mittel zu den Arten des Schönen schließt an die griechische Ethos-Lehre an, die für die Darstellung der ethischen Musik von den Tongeschlechtern ausging. Wellek nimmt eine Einteilung vor, die in der Antike ethische Musik, praktische Musik, enthusiastische Musik erkennt und dann seit Kant bis in die Neuzeit das Tragische, Anmutige, Komische, Vitalistische und das Erhabene. Mit dem Musikwissenschaftler Arnold Schering regt er eine neue Hermeneutik an, in der der Begriff des Affekts zusammen mit dem Urerlebnis des Klangs im Mittelpunkt stehen soll.

### Moderne und Postmoderne
Erst mit einem Wiederaufkommen des Erhabenen in der Moderne, in der das Erhabene die vielleicht sogar zentrale Kategorie wird, und in der Postmoderne erlangt auch die Oper des Barock wieder Bedeutung. Das Erhabene gilt in Moderne und Postmoderne als eine andere Ästhetik, die auf die Ereignisse des 20. und des 21. Jahrhunderts angemessen reagieren kann, eine Zeit, in der nicht mehr an die großen Erzählungen und  die Entfaltung des Individuums geglaubt wird, sondern das Individuum nur bruchstückhaft in Augenblicken aufscheint.

### Betrachtungen der Gegenwart
In Beethovens Pastorale kann man den von Kant beschriebenen Anlasscharakter des äußeren Dings für das erhabene Gefühl im Inneren der subjektiven Empfindungen zu sehen versuchen.
In der Gegenwart wird das Erhabene auch in der Musik kritisch betrachtet: Durch einen gewissen Totalitätsanspruch kann das Erhabene auch ins Zwielicht rücken und funktionalisiert werden.
Über die Frage nach dem Erhabenen in den Inszenierungen der Musik Wagners bei den Bayreuther Festspielen wird gelegentlich in der Gegenwart debattiert.
Die Oper als Gesamtkunstwerk, als Synthese von Wort, Ton, Bild und Spiel, stand von Anbeginn im Bemühen um das Fest, das Festliche und das Besondere. Den Anspruch der Exklusivität haben insbesondere Richard Wagner und seine Erben erhoben, indem sie Aufführungen der letzten Wagner’schen Oper Parsifal ausschließlich auf die Bayreuther Festspiele beschränken wollten und dafür sogar beim Deutschen Reichstag eine Sondergesetzgebung verlangten. Das gesamte Wagner’sche Œuvre war auf das Weihevolle und Erhabene ausgerichtet, wurde jedoch insbesondere in drei Musikstücken eingelöst: dem Bekenntnis Lohengrins „In fernem Land, unnahbar euren Schritten“, Isoldes Liebestod und Siegfrieds Trauermarsch aus dem III. Akt der Götterdämmerung. Selbstredend lässt sich das gesamte symphonische Schaffen von Brahms, Bruckner und Mahler unter dem Streben nach dem Erhabenen subsumieren, doch waren und sind es drei Werke der Wiener Klassik, die das Erhabene auch ohne Bild und Spiel zuvörderst repräsentieren:
- Mozarts Requiem, KV 626
- Beethovens Fünfte in c-moll, die sogenannte Schicksalsymphonie[21]
- Schuberts Streichquintett